# 宝石学会(日本)
宝石学会（日本）（ほうせきがっかいにほん、英名 The Gemmological Society of Japan）は、宝石学と関連科学の進歩・普及をはかることを目的として1974年に創立された学会。
事務局を東京都台東区上野3-20-8小島ビル6Fに置いている。

## 事業
- 会誌その他出版物の刊行、講演会・学術集会の開催など[1]

## 会誌
- 『宝石学会誌』[2]